# バーブル・ナーマ

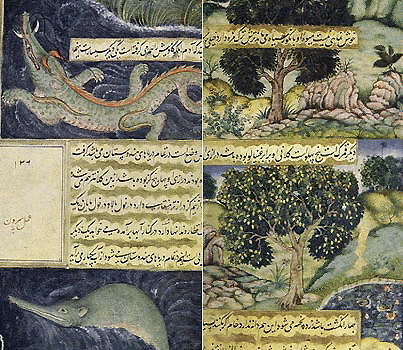
南アジアの動物相を示したバーブル・ナーマの挿絵

バーブル・ナーマ（ラテン文字: Bāburnāma、チャガタイ語/ペルシア語: بابر نامہ、「バーブルの書」を意味する。別名：トゥーズキ・バーブリー - Tuzk-e Babri, Tuzk-i Babri）は、ティムール朝サマルカンド政権の第6代君主であり、ムガル帝国の初代皇帝であるバーブル（1483年 - 1530年）の回想録である。

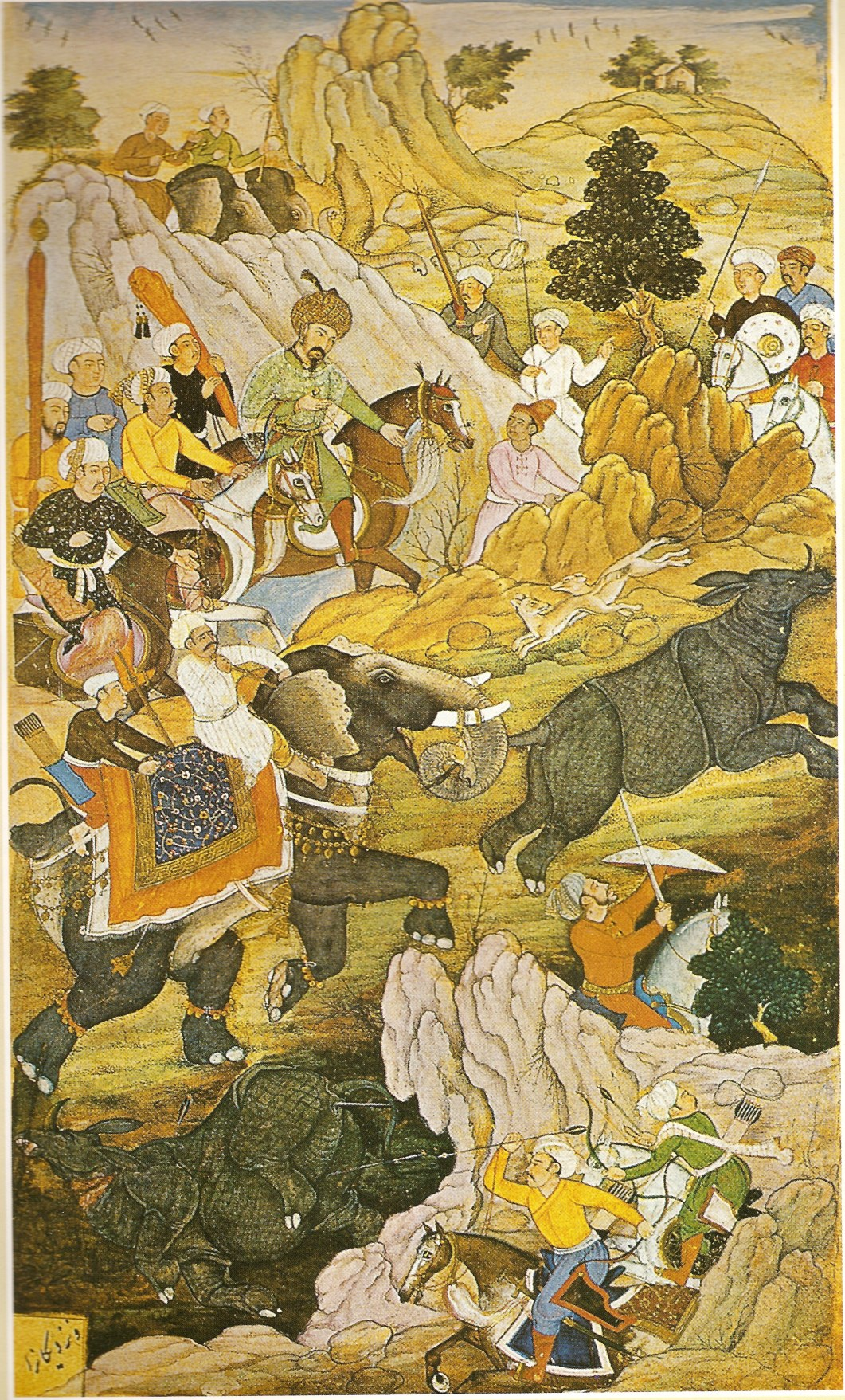
バーブル・ナーマより、サイ狩りの様子

バーブル・ナーマはもともとアンディジャン・ティムール朝の公用語であったチャガタイ語（テュルキー）で書かれており、テュルク散文学の最高傑作とされている。バーブル・ナーマはその文の構造、形態、語彙の面において大きくペルシア語化されており、ペルシア語から多くの言い回しや詩をその文章の中に取り入れている。
アクバルの治世であったヒジュラ暦998年（西暦1589年 - 1590年）に、バーブル・ナーマはムガル帝国の宰相の一人であったアブドゥル・ラヒーム・ハーンにより完全にペルシア語へと翻訳された。
バーブルはティムール朝で教育を受け、自然、社会、政治、経済への関心を反映した考察や文章を綴っている。彼の関心事は自身の生活に関するものにとどまらず、彼が交際した人物、自身の生活する地域の歴史や地理、植物相や動物相などについても記している。

## 内容
バーブル・ナーマは以下の平易な文節から始まる。
| 「 | 私が12歳であった1494年、フェルガナ地域において、私は王となった。 | 」 |

自身の生い立ちを述べた後、バーブルは中央アジアの地方領主としてサマルカンドの地に関し失地と回復を2回繰り返し、1504年にはカーブルに移り住んだ自身の数奇な生涯について記している。
この自伝には、1508年から1519年の間に空白期間がある。その後バーブルはカーブルにおいて建国し、カーブルから北西インドへと侵攻を開始した。バーブル・ナーマの最終節では1525年から1529年の出来事を記しており、インドにおけるムガル帝国の建国もこの中に記されている。
バーブルは自身の故郷であるフェルガナについても記している。
| 「 | フェルガナ地域には7つの街があり、5つがシル川の南に、2つがシル川の北にある。南にある都市の内の一つがアンディジャンである。アンディジャンはフェルガナ地域の中心的な都市であり、地域の首府である。 | 」 |

彼は続けて以下のように記している。
| 「 | ある男がイブラーヒーム・ベグを訪ねてきた。しかし、イブラーヒーム・ベグは「Hai! Hai!」と叫び、面会を避け、城門に立っている二人の護衛の男に射撃させ、誤って私の腋の下を通過した。2つの鎧板が割れた。私は胸部に自身の帽子を当てながら城壁を伝って逃げる男へ射撃を行った。壁に射抜かれたことで彼は帽子を投げ捨て、自身の手にターバンを巻きつけて立ち去った。 | 」 |

バーブル・ナーマは様々な言語に翻訳されており、中央アジア、西アジア、南アジアを中心として25以上の言語の教科書にバーブル・ナーマの一部が収録されている。
英語版の訳は、最初にジョン・ライデンとウィリアム・アースキンによる Memoirs of Zehir-Ed-Din Muhammed Baber: Emperor of Hindustan、後にイギリスのアジア文学研究家の Annette Susannah Beveridge (née Akroyd, 1842–1929) が翻訳を行った。

### 日本語版
- 間野英二訳注『バーブル・ナーマ　ムガル帝国創設者の回想録』（全3巻、平凡社東洋文庫、2014-15年）

## 写本のイラスト

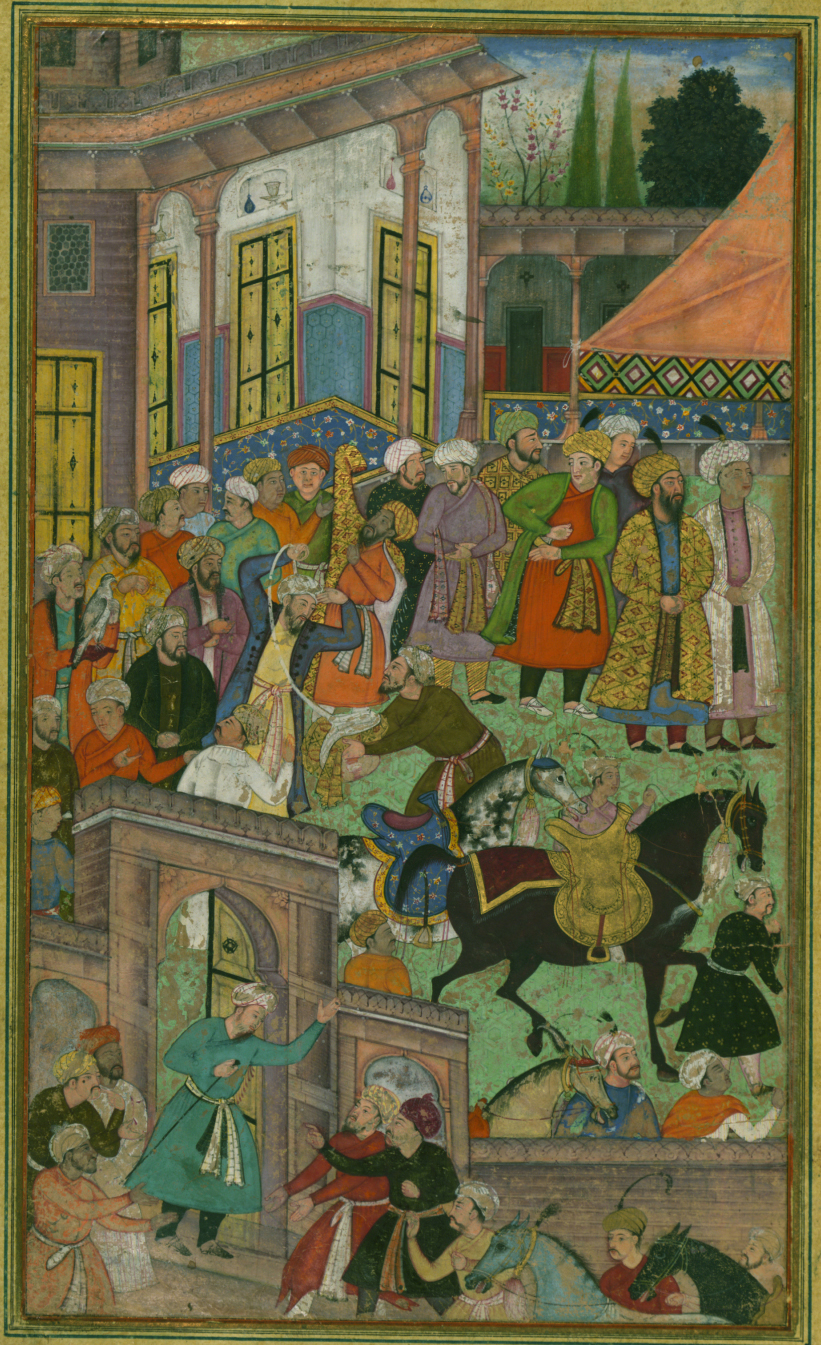
サンバルへの遠征に出かける前にスルターン・イブラーヒームの宮廷で行われた宴会の様子
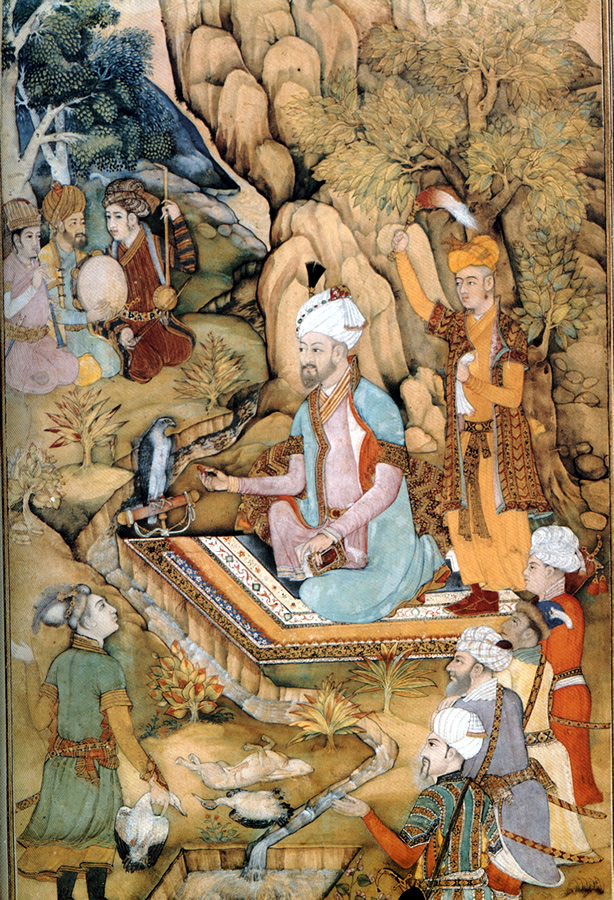
ムガル帝国初代皇帝バーブル
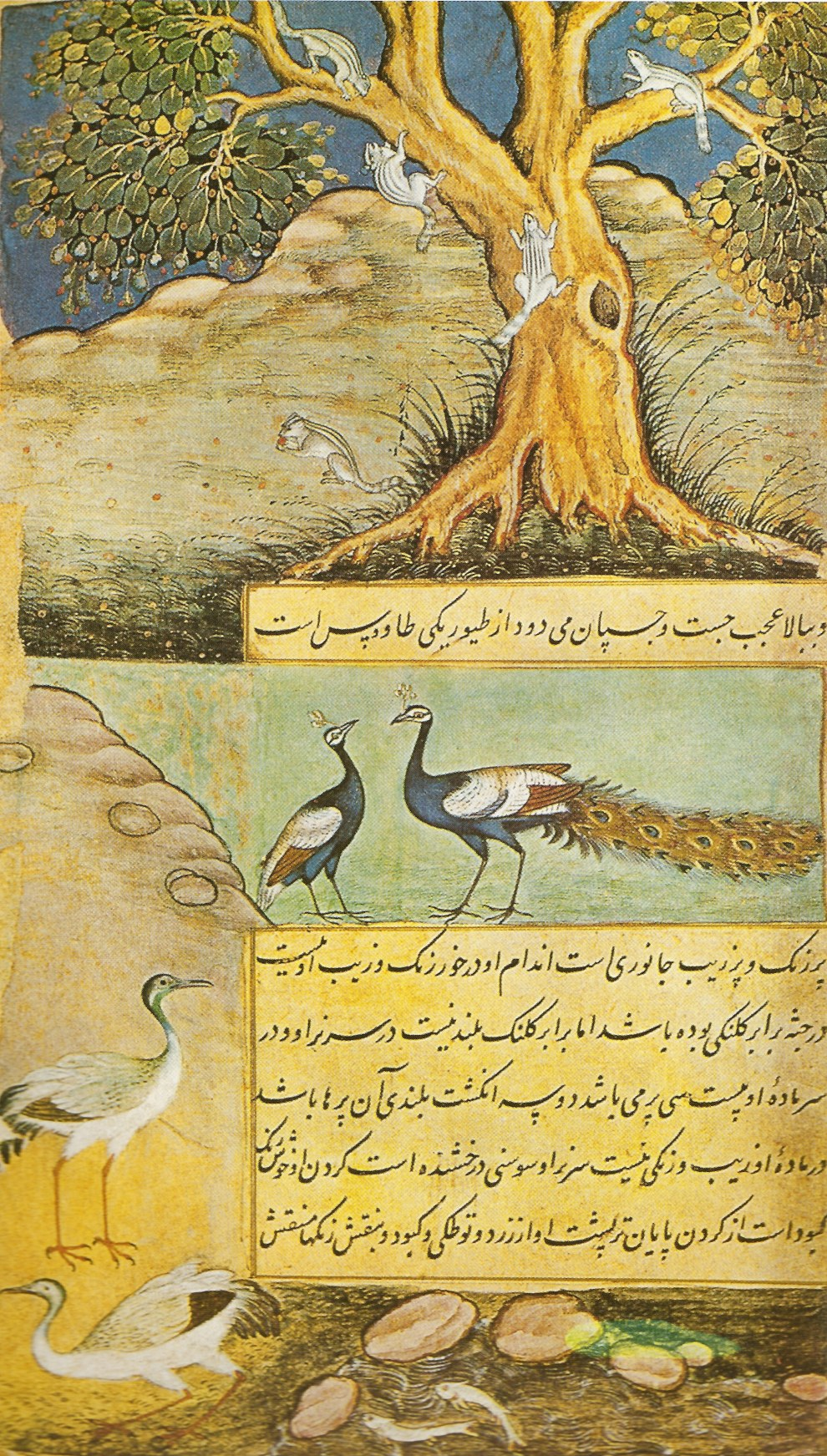
バーブル・ナーマより、クジャクなどの鳥類
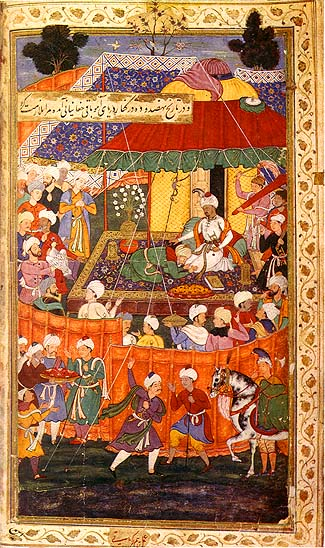
バーブル・ナーマの挿絵
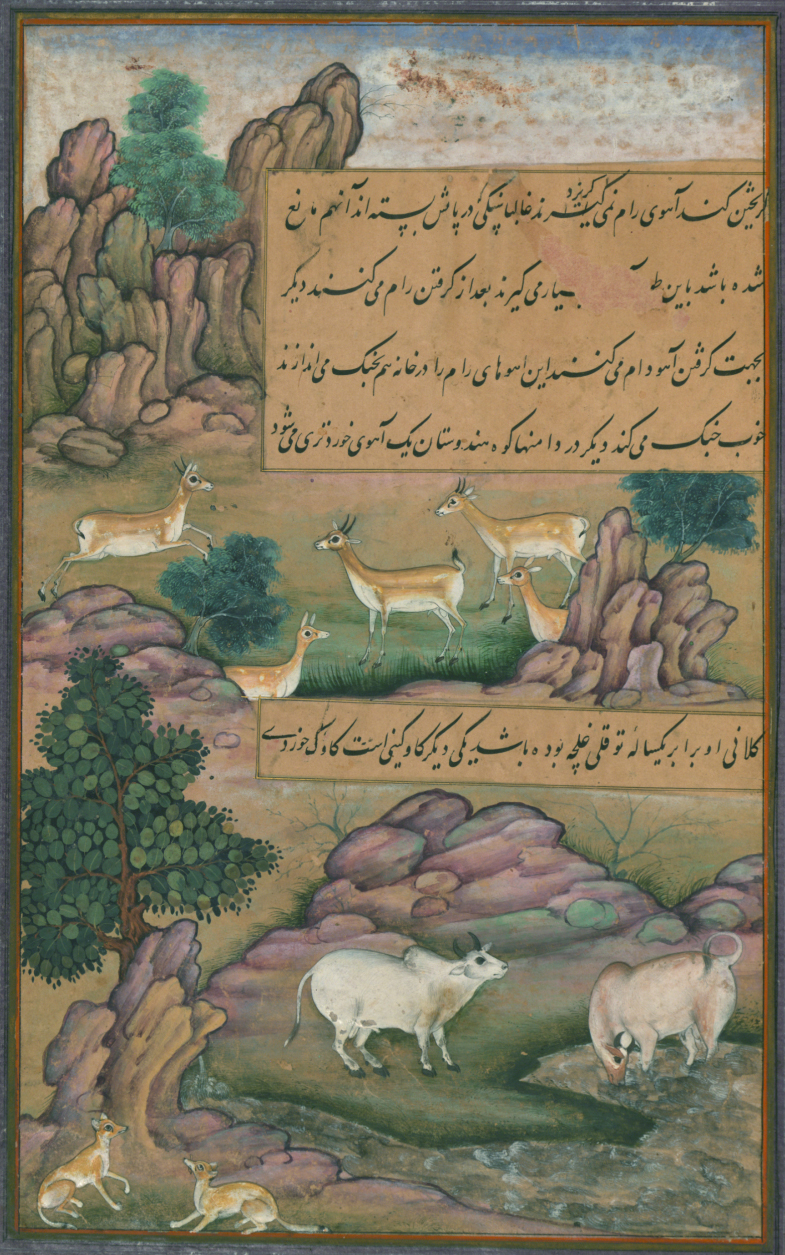
バーブルの彩色写本より、ヒンドゥスターンの子鹿やギーニーと呼ばれるウシなどの動物
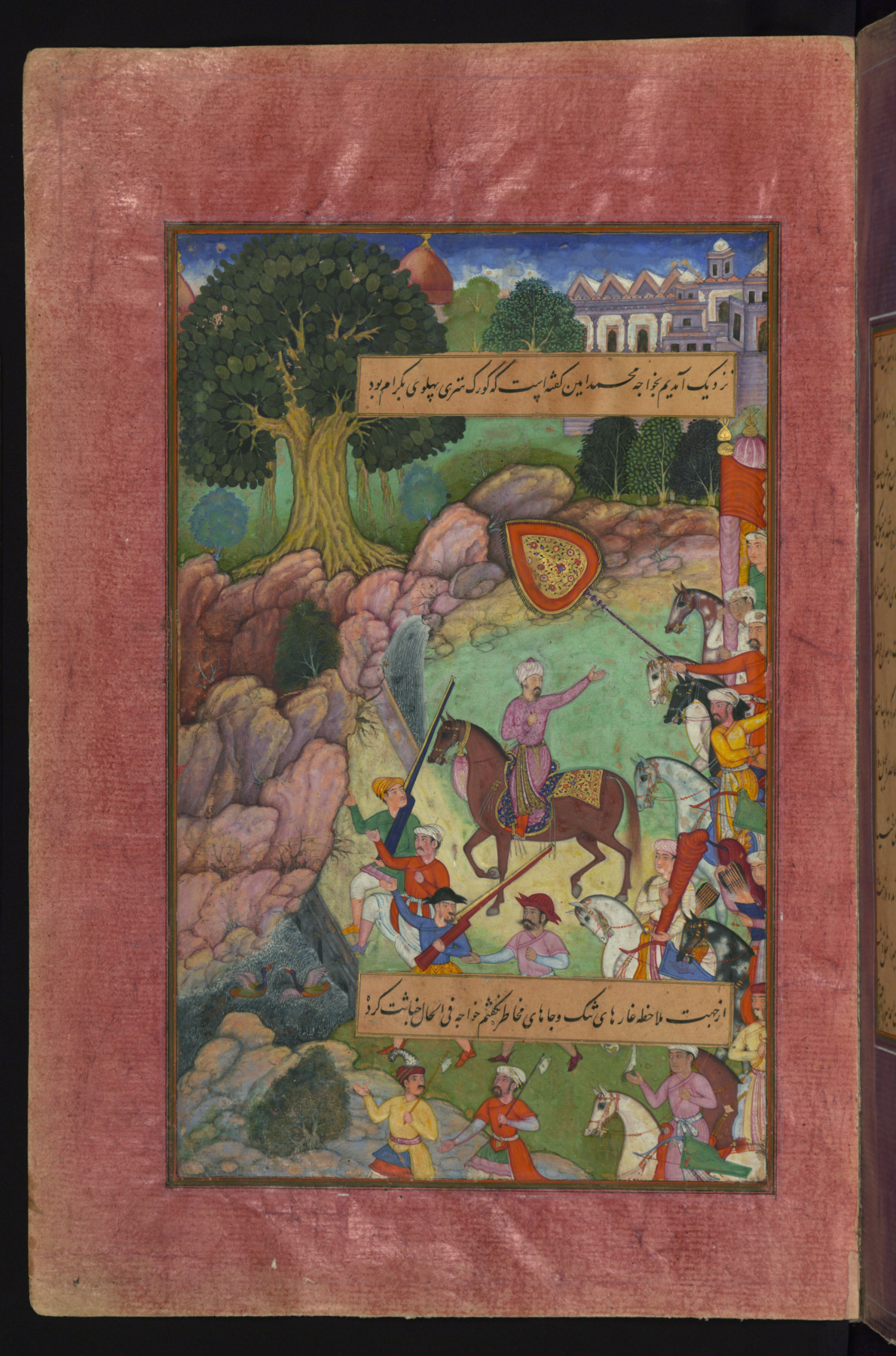
彩色されたバーブル・ナーマ